# Brasserie Zywiec
 (octobre 2022).
La mise en forme du texte ne suit pas les recommandations de Wikipédia : il faut le « wikifier ».
Les points d'amélioration suivants sont les cas les plus fréquents :
- Les titres sont pré-formatés par le logiciel. Ils ne sont ni en capitales, ni en gras.
- Le texte ne doit pas être écrit en capitales (les noms de famille non plus), ni en gras, ni en italique, ni en « petit »…
- Le gras n'est utilisé que pour surligner le titre de l'article dans l'introduction, une seule fois.
- L'italique est rarement utilisé : mots en langue étrangère, titres d'œuvres, noms de bateaux, etc.
- Les citations ne sont pas en italique mais en corps de texte normal. Elles sont entourées par des guillemets français : « et ».
- Les listes à puces sont à éviter, des paragraphes rédigés étant largement préférés. Les tableaux sont à réserver à la présentation de données structurées (résultats, etc.).
- Les appels de note de bas de page (petits chiffres en exposant, introduits par l'outil «  Source ») sont à placer entre la fin de phrase et le point final[comme ça].
- Les liens internes (vers d'autres articles de Wikipédia) sont à choisir avec parcimonie. Créez des liens vers des articles approfondissant le sujet. Les termes génériques sans rapport avec le sujet sont à éviter, ainsi que les répétitions de liens vers un même terme.
- Les liens externes sont à placer uniquement dans une section « Liens externes », à la fin de l'article. Ces liens sont à choisir avec parcimonie suivant les règles définies. Si un lien sert de source à l'article, son insertion dans le texte est à faire par les notes de bas de page.
- La présentation des références doit suivre les conventions bibliographiques. Il est recommandé d'utiliser les modèles {{Ouvrage}}, {{Chapitre}}, {{Article}}, {{Lien web}} et/ou {{Bibliographie}}. Le mode d'édition visuel peut mettre en forme automatiquement les références.
- Insérer une infobox (cadre d'informations à droite) n'est pas obligatoire pour parachever la mise en page.

Pour une aide détaillée, merci de consulter Aide:Wikification.
Si vous pensez que ces points ont été résolus, vous pouvez retirer ce bandeau et améliorer la mise en forme d'un autre article.
La Brasserie Żywiec (prononcé en polonais : [ˈʐɨvjɛt͡s] ) est l'une des plus grandes brasseries et producteurs de bière en Pologne. Fondée en 1856 dans la ville de Żywiec, la brasserie fabrique de la Pale lager avec un volume d'alcool de 5,6 %. Le Groupe Żywiec se compose de cinq brasseries principales : Żywiec Brewery, Elbrewery, Leżajsk, Warka Brewery et Browar Namysłów. Actuellement, le groupe néerlandais Heineken (Heineken International Beheer BV), avec une participation de 65%, contrôle ses principales opérations. Harbin BV détient une participation de 35 %. La brasserie a la capacité de produire 5 millions d' hectolitres par an, ce qui en fait la plus grande brasserie du Grupa Żywiec. 

## Histoire

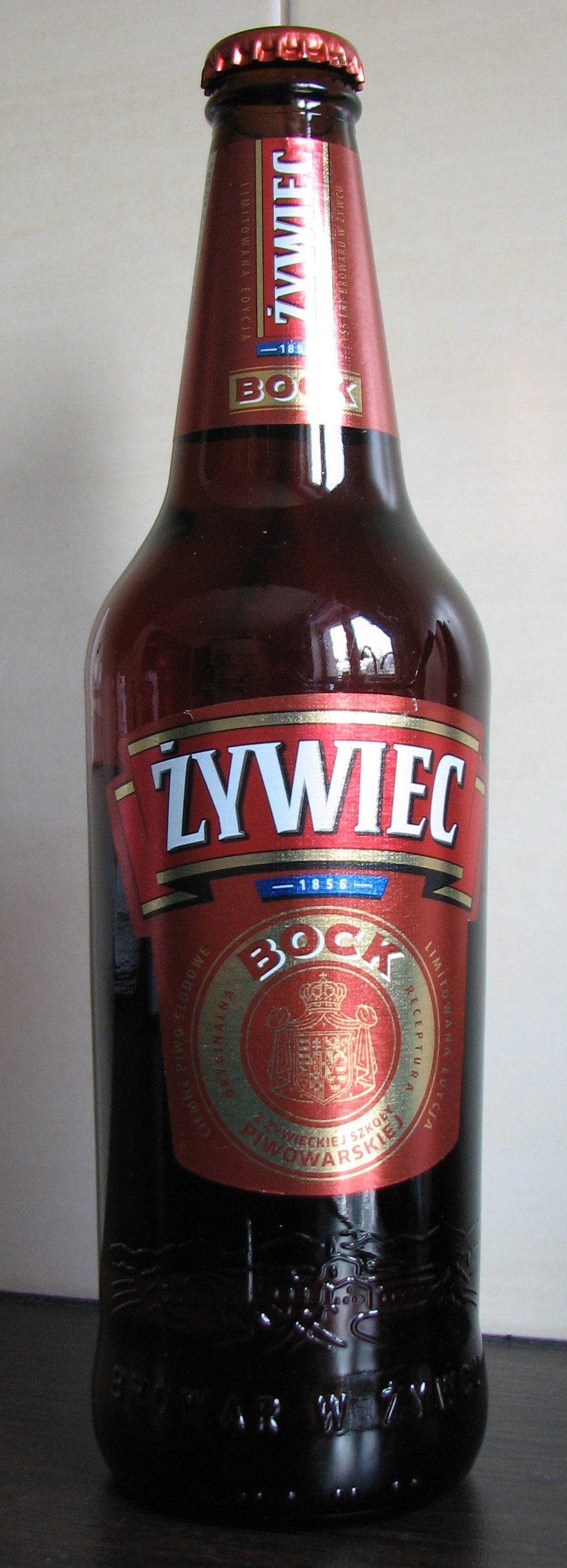
Żywiec Bock

La brasserie a commencé à fonctionner en 1856 dans la ville de Żywiec, qui faisait alors partie de la Pologne autrichienne, . Elle appartenait à la famille impériale des Habsbourg jusqu'à sa confiscation par le gouvernement communiste polonais après la Seconde Guerre mondiale . Au début des années 1990, une action en justice a été engagée par les descendants des propriétaires d'origine, qui ont poursuivi le gouvernement polonais exigeant une indemnisation de 77 millions de dollars  pour la nationalisation et l'utilisation du nom de famille et des armoiries des Habsbourg à des fins marketing. L'affaire a été réglée à l'amiable à des conditions non divulguées en décembre 2005.
La brasserie Żywiec a commencé la distribution dans d'autres villes de l' empire austro-hongrois dès 1913. Dans les années 1990, la brasserie est rachetée et modernisée par Heineken International .

## Bières

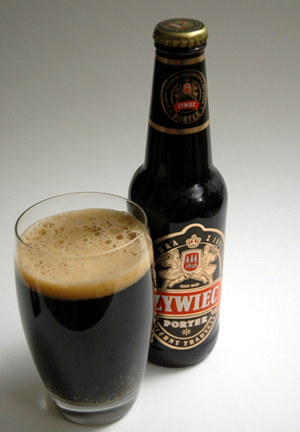
Żywiec Porter

La brasserie produit plusieurs marques de bière, généralement des bières blondes allant de 5,6% à 9,5% abv, y compris la bière Żywiec  une bière blonde à 5,6% abv, qui est brassée dans la ville de Żywiec en Pologne depuis près de 150 ans, et la Żywiec Porter, une porter noire autrefois brassée à la brasserie Cieszyn.
La bière Żywiec est vendue en canettes et bouteilles de 50 cl, et en fûts de 30 L. Elle est toujours brassée selon des méthodes traditionnelles utilisant des ingrédients entièrement naturels et de l'eau de source de montagne.

## Logo
Le logo Zywiec comporte tous les symboles historiques les plus importants de la brasserie et de la Pologne elle-même. L'étiquette frontale  affiche un homme et une femme qui dansent le Krakowiak, une danse traditionnelle de la région de Cracovie dans la Petite Pologne historique . Ce couple de danseurs est vêtu de vêtements de danse folklorique polonaise classique. Les armoiries de la ville de Cracovie sont représentées avec la couronne au milieu du couple. Les armoiries sont également représentées par les trois épinettes affichées au bas de l'étiquette et l'année 1856 en haut sous la couronne. Le nom Zywiec est placé sur la ceinture rouge au milieu de l'étiquette avec la garniture dorée. Le logo Zywiec est la marque de bière la plus célèbre de Pologne et le fer de lance de la brasserie.

## Voir également
- Elbrasserie
- Brasserie Leżajsk
- Brasserie Warka
- Męskie Granie, une tournée de concerts initiée par la brasserie Żywiec